# خلود كبير الزهر
خَلّود كبير الزهر  نوع من النباتات المزهرة العصاري من جنس خلود في فصيلة المخلدات.

## معرض الصور
النويعات الثلاثة: